# Корсун, Андрей Иванович
Андрей Иванович Корсун (1907, Кисловодск — 1963, Ленинград) — советский переводчик литературы на русский язык.

## Биография
Происходил из древнего украинского рода. Родился в 1907 году в Кисловодске, где его отец, Иван Григорьевич, работал адвокатом.
В 1925—1926 годах работал препаратором в Химико-бактериологической лаборатории.
Хотел стать геральдиком, мечтал воссоздать всю геральдическую карту Украины: «и города, и маленькие совсем поселения, и украинские дворянские, гетманские и другие семьи имели свои гербы. Вот, представь себе, что ты, въезжая в Васильков или Белую Церковь, первое, что видишь — это красивый въезд, увенчанный гербом».
Учился на литературном отделении Ленинградского института истории искусств, но диплом не получил, не подав дипломную работу об украинских гербах к защите.
Работал библиотекарем: в 1931 году в Центральном доме работников просвещения, в 1931—1934 годах — в Русском музее, в 1934—1941 годах — в Эрмитаже. Хорошо владел французским и английским языками, слабо — немецким и украинским (в более поздней анкете немецкий был заменен английским); имел обширные знания истории и живописи. Его приглашали консультантом фильмов на исторические темы, используя его знания об орденах, формах, знаках
отличия у военных и штатских.
С июня 1941 года по октябрь 1945 года был войсковым почтальоном 222 орвб (отдельный ремонтно-восстановительный батальон) 19-й армии. Награждён медалью за оборону Заполярья. Демобилизовался в октябре 1945 года.
После демобилизации восстановился в Эрмитаже в должности научного сотрудника. С сентября 1960 года то увольнялся, то восстанавливался на работе по инвалидности II-й группы.
Умер в Ленинграде в 1963 году. Последний известный адрес - набережная 9 января, 32, кв.17.
Все его родные умерли от голода в блокадном Ленинграде: жена, маленький сын и родители, переехавшие из Кисловодска после выхода на пенсию.

## Переводы
Имя Корсуна мелькает в воспоминаниях о литературных кругах конца 1920-х годов: достоверно известно, что тогда он писал стихи и посещал квартиру М. А. Кузмина.
Печататься как оригинальный поэт не мог, как переводчик востребован не был вплоть до послевоенных лет, когда сблизился со скандинавистом М. И. Стеблин-Каменским. Тогда, работая по подстрочнику, создал переводы скальдических стихов для книги «Исландские саги» (Л., 1956), а затем классический стихотворный перевод «Старшей Эдды» (статья и комментарий М. И. Стеблин-Каменекого. М.-Л., 1963), которая вышла в год смерти Корсуна и была переиздана в БВЛ в 1975 году трехсоттысячным тиражом. Владея русским стихом, из-за цензуры был вынужден упрощать исландские формы и образы. Считается, что древнескандинавские переводы Корсуна уступают более совершенным переводам С. В. Петрова.
Когда в начале 1950-х годов готовилось к изданию собрание сочинений Виктора Гюго, он прислал в редакцию свои стихотворные переводы, которые были немедленно приняты и опубликованы. Также среди его переводов: стихи Ги де Мопассана и Эмиля Верхарна.